# Пеуліш (комуна)
Пеуліш (рум. Păuliș) — комуна у повіті Арад в Румунії. До складу комуни входять такі села (дані про населення за 2002 рік):
- Барацка (222 особи)
- Кладова (362 особи)
- Пеуліш (1778 осіб) — адміністративний центр комуни
- Симбетень (1786 осіб)

Комуна розташована на відстані 398 км на північний захід від Бухареста, 22 км на схід від Арада, 48 км на північний схід від Тімішоари.

## Населення
За даними перепису населення 2002 року у комуні проживали 4148 осіб.
Національний склад населення комуни:
| Національність | Кількість осіб | Відсоток |
| -------------- | -------------- | -------- |
| румуни         | 3830           | 92,3%    |
| угорці         | 132            | 3,2%     |
| цигани         | 112            | 2,7%     |
| німці          | 53             | 1,3%     |
| словаки        | 8              | 0,2%     |
| українці       | 5              | 0,1%     |
| серби          | 2              | < 0,1%   |
| болгари        | 2              | < 0,1%   |

Рідною мовою назвали:
| Мова       | Кількість осіб | Відсоток |
| ---------- | -------------- | -------- |
| румунська  | 3881           | 93,6%    |
| угорська   | 122            | 2,9%     |
| циганська  | 77             | 1,9%     |
| німецька   | 50             | 1,2%     |
| українська | 7              | 0,2%     |
| словацька  | 7              | 0,2%     |
| болгарська | 2              | < 0,1%   |

Склад населення комуни за віросповіданням:
| Релігія                                       | Кількість осіб | Відсоток |
| --------------------------------------------- | -------------- | -------- |
| православні                                   | 2905           | 70,0%    |
| п'ятдесятники                                 | 702            | 16,9%    |
| баптисти                                      | 249            | 6,0%     |
| римо-католики                                 | 178            | 4,3%     |
| реформати                                     | 33             | 0,8%     |
| адвентисти                                    | 28             | 0,7%     |
| греко-католики                                | 14             | 0,3%     |
| унітарії                                      | 5              | 0,1%     |
| лютерани                                      | 4              | 0,1%     |
| атеїсти                                       | 3              | 0,1%     |
| старообрядці                                  | 1              | < 0,1%   |
| лютерани (Синодально-пресвітеріанська церква) | 1              | < 0,1%   |
| лютерани (Аугсбурзького сповідання)           | 1              | < 0,1%   |
| не релігійні                                  | 1              | < 0,1%   |
| не вказали релігію                            | 2              | < 0,1%   |